# Асен Василев (резбар)
 Тази статия е за художника резбар.  За политика вижте Асен Василев (политик).  
Асен Николов Василев е резбар, професор в Националната художествена академия в София.

## Биография
Роден на 18 януари 1909 г. в село Арда, Ахъчелебийско в семейство на учители. Учи в прогимназията в с. Райково – днес квартал от гр. Смолян, а след това записва резба и моделиране в Художествената академия в София при проф. Тодор Христов. Завършва през 1932 г.
От 1933 до 1949 г. преподава резба в Промишленото училище в София. През 1949 г. участва в конкурс по резба за доцент в Художествената академия, където започва да преподава от същата година. През 1960 г. е удостоен със званието професор. Дългогодишен завеждащ катедра „Приложни изкуства“.
Обявен е за народен художник (1972) и герой на социалистическия труд (1976).
Умира на 17 март 1987 г.
Бившето ателие на професора днес е частна художествена галерия „Асен Василев“.